# トラヴェリング・カインド
『トラヴェリング・カインド』(The Traveling Kind) は、アメリカ合衆国のカントリーミュージックシンガーソングライターであるエミルー・ハリスとロドニー・クロウエルによる2枚目のコラボレーションアルバムであり、米国ではノンサッチ・レコードから2015年5月12日にリリースされた。ハリスとクロウエルのそれぞれにとって28枚目と12枚目のスタジオ・アルバムでるとともに、ハリスのノンサッチ・レコードにおける6枚目のアルバムでもある。
制作はグラミー賞受賞者であるシンガー・ソングライターのジョー・ヘンリー担当した。

## アルバム情報
『トラヴェリング・カインド』は、エミルー・ハリスとロドニー・クロウエルの2013年の『オールド・イエロー・ムーン』に続く2枚目の共作アルバムとなる。ハリスは「ウィリーネルソンの言葉によると、『私が愛する人生は友達と音楽を作ることです』。ロドニー以上に私と一緒に音楽を作るのに最適な友達は他にいません。彼と一緒にツアーに出て一緒に曲を演奏するのが待ちきれません」とコメントしている。
さらに、クロウエルは「エミーと私は『トラヴェリング・カインド』の11曲のうちの6曲を書いて、グローリー・バンド、スチュアート・スミス、ビリー・ペインと6日間で録音しました。ジョー・ヘンリーがプロデュースし、ジャスティン・ニーバンクが録音を担当しました。この体験は、丸太から落ちるようなものでした」と付け加えている。

## トラックリスト[3]
| #   | タイトル                                 | 作詞・作曲                                    | 時間 |
| --- | ---------------------------------------- | --------------------------------------------- | ---- |
| 1.  | 「The Traveling Kind」                   | Cory Chisel / Rodney Crowell / Emmylou Harris | 3:40 |
| 2.  | 「No Memories Hanging 'Round」           | Crowell                                       | 3:41 |
| 3.  | 「Bring It On Home To Memphis」          | Crowell / Larry Klein                         | 3:37 |
| 4.  | 「You Can't Say We Didn't Try」          | Chisel / Crowell / Harris                     | 3:26 |
| 5.  | 「The Weigh of the Worlkd」              | Crowell / Harris                              | 4:34 |
| 6.  | 「Higher Mountains」                     | Crowell / Will Jennings                       | 4:11 |
| 7.  | 「I Just Wanted To See You So Bad」      | Lucinda Willams                               | 3:02 |
| 8.  | 「Just Pleasing You」                    | Crowell / Mary Karr                           | 4:21 |
| 9.  | 「If You Lived Hear, You'd Be Home Now」 | Crowell                                       | 2:59 |
| 10. | 「Her Hair Was Red」                     | Amy Allison                                   | 2:42 |
| 11. | 「Le Dance de La Joir」                  | Crowell / Harris / Jennings                   | 4:22 |

## パーソネル[4]
- エミルー・ハリス – ヴォーカル、アコースティック・ギター、バックグラウンド・ヴォーカル
- ロドニー・クロウエル – 作曲、ヴォーカル、アコースティック・ギター

- クリス・スクラッグス - スティール・ギター
- スチュアート・スミス - エレクトリック・サイド・ギター、エレクトリック・ギター、ガット・ギター、オルガン、ピアノ
- クリス・タトル - アコーディオン、ピアノ
- ビル・パイン - フェンダー・ローズ、ハモンド・オルガン、ピアノ
- バイロン・ハウス - ベース・ギター、アップライト・ベース
- ジェド・ヒューズ - ギター、エレクトリック・ギター、マンドリン、バックグラウンド・ヴォーカル
- スティーヴ・フィシェル - スティール・ギター、ラップ・スティール・ギター
- ラリー・フランクリン - ヴァイオリン
- ジェリー・ロー - ドラムス、バックグラウンド・ヴォーカル

- エイミー・アリソン - 作曲
- ルシンダ・ウィリアムス - 作曲
- メアリー・カー - 作曲
- ラリー・クライン - 作曲
- ウィル・ジェニングス - 作曲
- コリー・チゼル - 作曲

### 録音スタッフ
- ジョー・ヘンリー - 制作
- ジャスティン・ニーバンク - エンジニア、ミキシング
- クリス・ウィルキンソン - アシスタント・エンジニア
- ドリュー・ボルマン - アシスタント・エンジニア
- グレッグ・カルビ - マスタリング
- デイヴィッド・マクリスター - 写真撮影